# Dématérialisation du conseil d'administration
Le processus de dématérialisation concerne le remplacement des supports d’information papiers par des fichiers informatiques au sein des conseils d’administration de grands groupes cotés, d’associations à but non lucratifs ou bien de PME. 

## Commencement
Depuis le début des années 2000, à la suite des scandales liés à la gouvernance des entreprises, accusés d’un manque de transparence (ex. : Affaire Enron)  et le vote de la Loi Sarbanes-Oxley , les conseils d’administration se sont trouvés confrontés à un nouveau défi : rendre la communication de l'information financière accessible et transparente.
Des entreprises spécialisées sont ainsi nées pour répondre à ce besoin et ont créé des outils de gestion conseils-sans-papiers (en anglais board portal). Il s’agit de logiciels S.a.a.S  permettant la gestion électronique des documents, l’organisation des réunions ainsi que des outils de collaboration.

## Fonctionnement
Le conseil sans papier est un portail disponible depuis un ordinateur via un navigateur Web ou une tablette numérique par une application dédiée.
La dématérialisation est un processus transversal qui grâce au logiciel couvre toute la gestion d’un conseil d’administration.
1. Gestion électronique de documents : tous les supports du conseil se retrouvent en format électronique dans le portail. Cela permet un accès facilité aux administrateurs ainsi qu’une réduction considérable de la consommation de papier.
2. Organisation des réunions : le secrétaire corporatif est généralement responsable de cette tâche. Via la dématérialisation, les détails de la réunion ainsi que l’ordre du jour peut être créé et diffusé au sein du portail avec des documents numériques joints. Ce processus retire la lourdeur administrative d’envoyer par papier et courrier tous les éléments de la réunion à tous les administrateurs. Cela enlève également le risque de perte d’éléments confidentiels.
3. Outils de communication : un conseil sans papier offre de nouveaux outils de collaboration entre les membres permettant ainsi de faciliter la prise de décision lors de réunions.

Les outils de conseil sans papier pour la dématérialisation du conseil ont été développés au plus proche des habitudes de travail des administrateurs (ex. : prendre des notes sur les documents). Les logiciels sont faciles d’utilisation, conviviaux et permettent un gain significatif en matière de coûts de gestion et de temps.

## Sécurité
Pour pallier tous les risques en matière de sécurité informatique, le choix du fournisseur du portail de dématérialisation est une question stratégique pour le conseil d’administration.
Les données d’un conseil d’administration sont hautement confidentielles. Ces informations étant hébergées par le fournisseur doivent l’être sur des serveurs certifiés par des normes de sécurité internationales comme SAS 70 ou ISO 27 001.
Les administrateurs doivent aussi maintenir le contrôle sur leurs données en tout temps et savoir où elles se trouvent. 